# Жан Ружо Трофи
Жан Роге Трофи (англ. Jean Rougeau Trophy) — приз, вручаемый победителю регулярного сезона Главной юниорской хоккейной лига Квебека, названный в честь бывшего президента лиги (1981-83 гг.) Жана Роге.

## Победители
- 2023-24 — Бе-Комо Драккар (3)
- 2022-23 — Квебек Ремпартс (8)
- 2021-22 — Квебек Ремпартс (7)
- 2020-21 — Шарлоттаун Айлендерс (1)
- 2019-20 — Шербрук Финикс (6)
- 2018-19 — Руэн-Норанда Хаскис (3)
- 2017-18 — Бленвиль-Буабриан Армада (1)
- 2016-17 — Сент-Джон Си Догз (4)
- 2015-16 — Руэн-Норанда Хаскис (2)
- 2014-15 — Римуски Осеаник (3)
- 2013-14 — Бе-Комо Драккар (2)
- 2012-13 — Галифакс Мусхэдс (1)
- 2011-12 — Сент-Джон Си Догз (3)
- 2010-11 — Сент-Джон Си Догз (2)
- 2009-10 — Сент-Джон Си Догз (1)
- 2008-09 — Дрюммонвилль Вольтижерс (1)
- 2007-08 — Руэн-Норанда Хаскис (1)
- 2006-07 — Льюистон Мэйниакс (1)
- 2005-06 — Монктон Уайлдкэтс (1)
- 2004-05 — Римуски Осеаник (2)
- 2003-04 — Гатино Олимпикс (4)
- 2002-03 — Бе-Комо Драккар (1)
- 2001-02 — Акади-Батерст Титан (1)
- 2000-01 — Шавиниган Катарактез (2)
- 1999-00 — Римуски Осеаник (1)
- 1998-99 — Квебек Ремпартс (6)
- 1997-98 — Квебек Ремпартс (5)
- 1996-97 — Халл Олимпикс (3)
- 1995-96 — Гранби Предаторз (2)
- 1994-95 — Лаваль Титан Колледж Франсе (4)
- 1993-94 — Лаваль Титан (3)
- 1992-93 — Шербрук Фауконс (5)
- 1991-92 — Верден Колледж Франсе (1)
- 1990-91 — Шикутими Сагенинс (1)
- 1989-90 — Викториавилл Тайгерз (1)
- 1988-89 — Труа-Ривьер Дравью (3)
- 1987-88 — Халл Олимпикс (2)
- 1986-87 — Гранби Бизонз (1)
- 1985-86 — Халл Олимпикс (1)
- 1984-85 — Шавиниган Катарактез (1)
- 1983-84 — Лаваль Войзинз (2)
- 1982-83 — Лаваль Войзинз (1)
- 1981-82 — Шербрук Кэсторс (4)
- 1980-81 — Корнуэлл Ройялс (2)
- 1979-80 — Шербрук Кэсторс (3)
- 1978-79 — Труа-Ривьер Дравью (2)
- 1977-78 — Труа-Ривьер Дравью (1)
- 1976-77 — Квебек Ремпартс (4)
- 1975-76 — Шербрук Кэсторс (2)
- 1974-75 — Шербрук Кэсторс (1)
- 1973-74 — Сорель Эпервайерз (1)
- 1972-73 — Квебек Ремпартс (3)
- 1971-72 — Корнуэлл Ройялс (1)
- 1970-71 — Квебек Ремпартс (2)
- 1969-70 — Квебек Ремпартс (1)